# Bergman Island
Bergman Island ist ein Spielfilm von Mia Hansen-Løve aus dem Jahr 2021. Das semi-autobiografische Drama handelt von einem Filmemacher-Paar (dargestellt von Vicky Krieps und Tim Roth), das sich zur Arbeit auf die schwedische Insel Fårö zurückzieht, wo einst der gefeierte Filmregisseur Ingmar Bergman (1918–2007) lebte und arbeitete.
Die europäische Koproduktion wurde am 11. Juli 2021 im Wettbewerb der 74. Internationalen Filmfestspiele von Cannes uraufgeführt. Ein Kinostart in Frankreich fand am 14. Juli 2021 statt.

## Handlung
Ein ausländisches Paar mit Kind lässt sich für einen Sommer auf der schwedischen Insel Fårö nieder. Die beiden Filmemacher planen, in dieser Zeit an ihren neuen Drehbüchern zu arbeiten. Sie erhoffen sich Inspiration von dem Ort, an dem der von ihnen hochgeschätzte Ingmar Bergman lebte und begraben liegt. Chris fällt die Arbeit an ihrem Skript aber zunehmend schwerer. Ihr älterer Partner Tony rät ihr, einer anderen Tätigkeit nachzugehen, was sie erzürnt. Auch muss sie feststellen, dass sie im Ferienhaus das Schlafzimmer bewohnen, in dem Bergman zum Teil seinen Film Szenen einer Ehe (1973) drehte, was Chris ebenfalls verunsichert. Im Verlauf der Drehbucharbeit und im Kontakt mit der wilden Landschaft Fårös beginnt für das Paar die Grenze zwischen Fiktion und Realität allmählich zu verschwimmen. Gleichzeitig tauchen Erinnerungen einer ersten Liebe wieder auf.

## Entstehungsgeschichte

### Inspiration und Drehbucharbeit

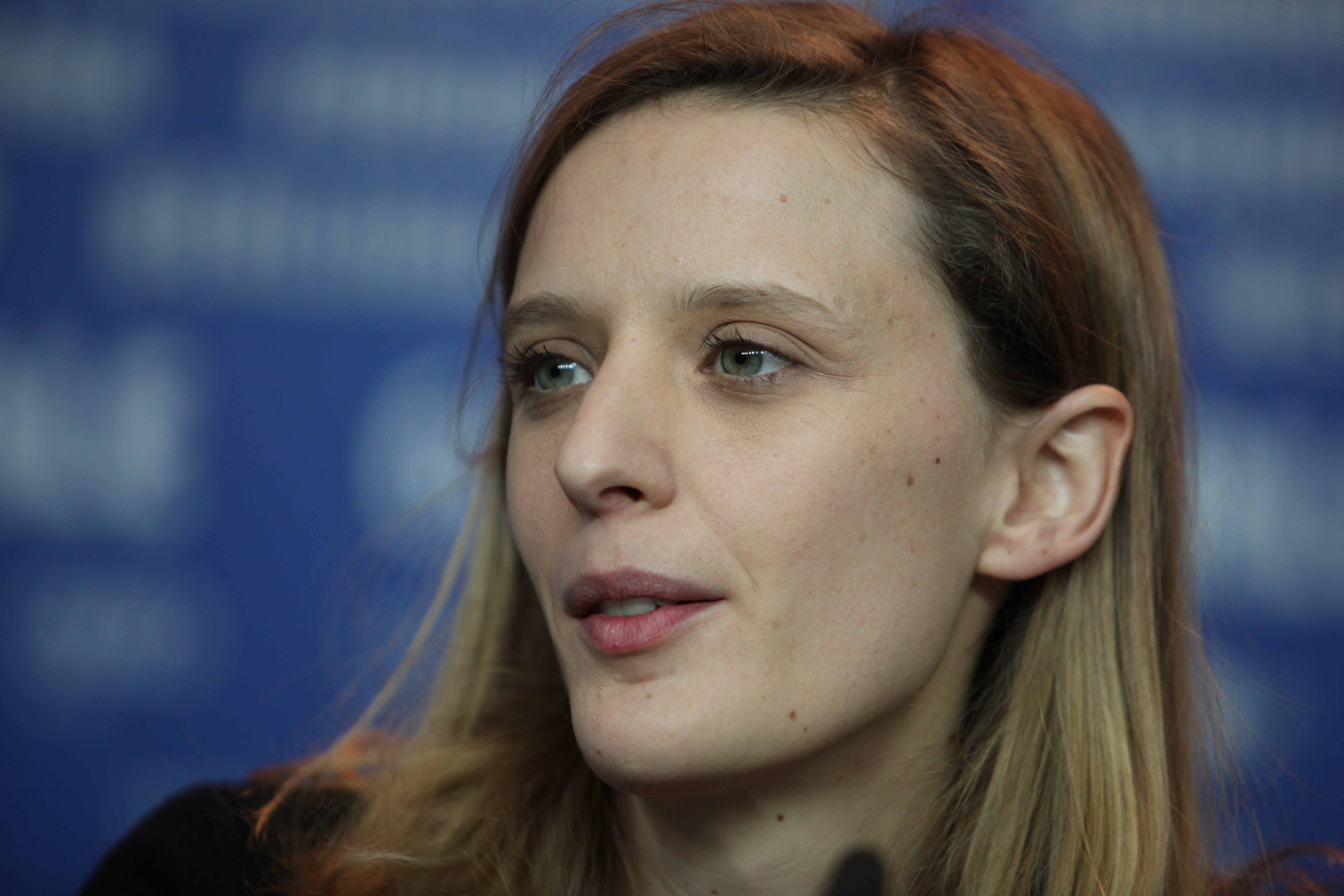
Mia Hansen-Løve (2016)

Für Mia Hansen-Løve ist Bergman Island der siebte Spielfilm, bei dem sie Regie führte. Die französische Filmemacherin beschreibt ihre bisher entstandenen Werke als semi-autobiografisch. So erinnert die Konstellation in dem Film an Hansen-Løves eigenes Privatleben – seit 2001 lebt sie mit dem 26 Jahre älteren französischen Filmemacher Olivier Assayas zusammen. Aus der Verbindung entstammt ebenfalls ein Kind. Auch war sie seit 2014 eigenen Angaben zufolge mehrfach im Jahr nach Fårö gereist.
Das Projekt wurde im Jahr 2016 angekündigt. Hansen-Løve gab an „besessen“ von Bergman zu sein und an einem Drehbuch zu arbeiten, das auf Fårö spiele. Durch die Arbeit an ihrem früheren Werk Der Vater meiner Kinder (2009), das von einem verstorbenen Filmproduzenten inspiriert wurde, sei bei ihr selbst zeitweise die Grenze zwischen Fiktion und Realität verschwommen. Diese Art von „Verwirrung“ versuchte sie thematisch mit Bergman Island aufzugreifen. Im Vergleich zu früheren Filmen sei Hansen-Løve die Arbeit am Skript zu Bergman Island leicht gefallen und sie fand auf der Insel genügend Inspiration, die sie rückblickend als magischen Ort beschreiben sollte. „Ich hatte das Gefühl, dass sich Türen öffnen, die bis dahin verschlossen geblieben waren, und es war die Insel, die es erlaubte. Zum ersten Mal fühlte ich mich frei, mich spielerisch zwischen verschiedenen Dimensionen zu bewegen, Vergangenheit, Gegenwart, Realität in der Fiktion oder Fiktion in der Realität …“, so Hansen-Løve.

### Rollenbesetzung und Produktion

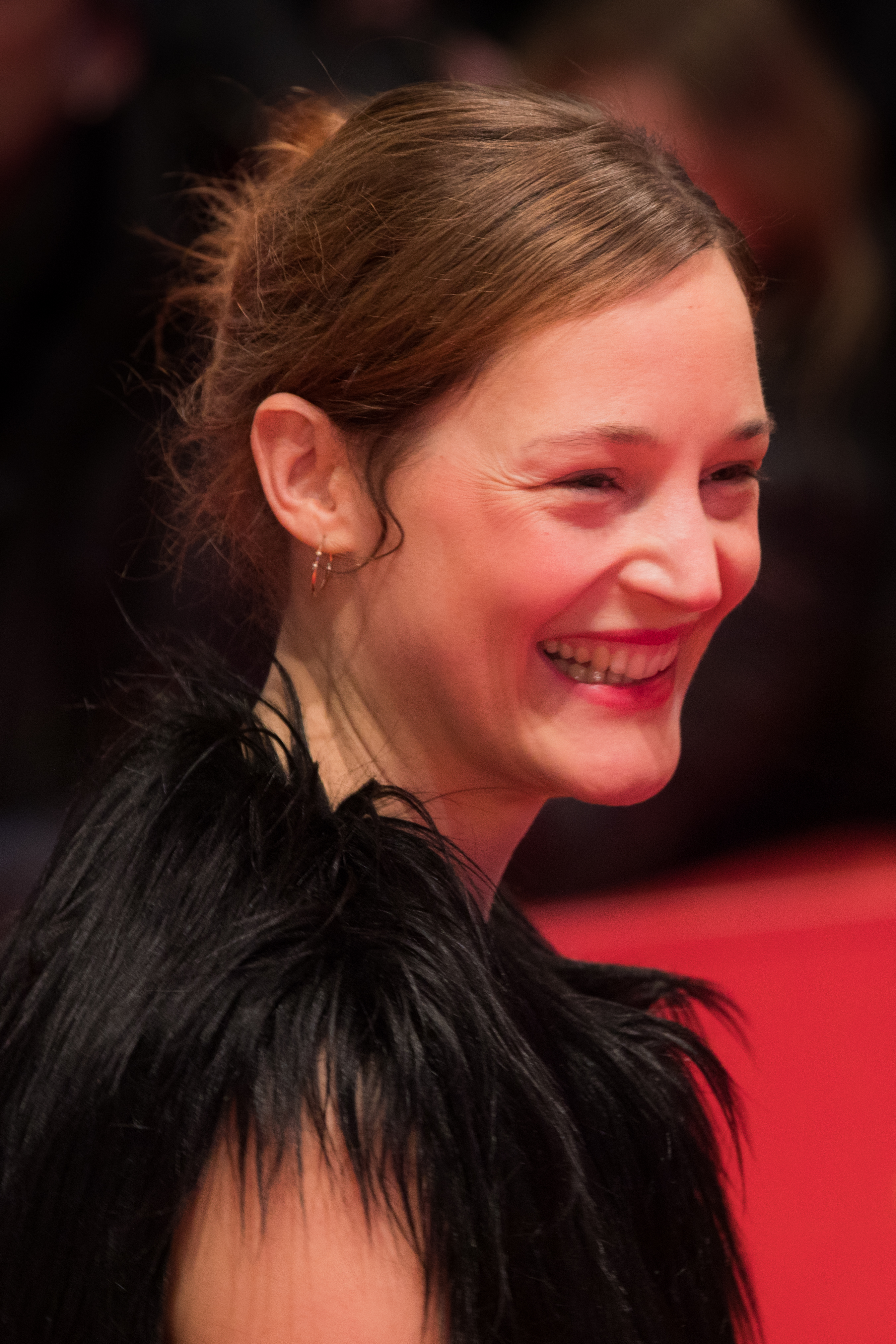
Vicky Krieps (2018)

Für die Hauptrollen waren ursprünglich Greta Gerwig und John Turturro vorgesehen. Gerwig hatte zuvor eine kleine Rolle in Hansen-Løves Film Eden (2014) bekleidet. Die beiden favorisierten Darsteller konnten aber nicht verpflichtet werden und wurden durch Vicky Krieps und Tim Roth ersetzt. Die Dreharbeiten begannen im Jahr 2018 an Originalschauplätzen auf Fårö. Ursprünglich waren sie auf acht Wochen während des Sommers angesetzt. Das Budget sollte vier Millionen Euro betragen. Bis März 2019 hatte Hansen-Løve aber nur die Hälfte des Films abgedreht, darunter die Sequenzen mit Mia Wasikowska, Anders Danielsen Lie und Krieps. Dabei äußerte sich die Regisseurin auch über die Komplexität der Film-im-Film-Struktur.
Bergman Island wurde von CG Cinéma in Koproduktion mit Neue Bioskop Film, Scope Pictures, Plattform Produktion, Piano und Arte France Cinéma fertiggestellt. Ebenfalls an der Produktion beteiligt waren RT Features, Dauphin Film, Talipot Pictures und Scope Invest, mit Unterstützung von der Mitteldeutschen Medienförderung (MDM), Eurimages, Wallimage, dem Gotlands Filmfond, Film Capital Stockholm, Svenska Filminstitutet, Sveriges Television AB, Les Films du Losange und Kinology. Die Dreharbeiten fanden komplett in Schweden statt. Große Teile der Postproduktion in den Bereichen Bild und Ton erfolgten in Sachsen-Anhalt und Sachsen.

## Veröffentlichung
Der Film wurde am 11. Juli 2021 beim 74. Filmfestival von Cannes uraufgeführt. Ein regulärer Kinostart in Frankreich fand am 14. Juli 2021 im Verleih von Les Films du Losange statt. Für die Kinoveröffentlichung in Deutschland sicherte sich der Weltkino Filmverleih die Rechte.

## Auszeichnungen
Für Bergman Island erhielt Hansen-Løve ihre erste Einladung in den Wettbewerb um die Goldene Palme, den Hauptpreis des Filmfestivals von Cannes. Das Werk blieb unprämiert.